# Saharon Shelah
Saharon Shelah (en hebreo: שהרן שלח‎, n. 3 de julio de 1945 en Jerusalén) es un matemático israelí. Es profesor de matemáticas en la Universidad Hebrea de Jerusalén y también en la Universidad de Rutgers en Nueva Jersey, Estados Unidos. El principal interés de Shelah radica en lógica matemática, en particular en la teoría de modelos y la teoría de conjuntos.
Recibió su doctorado en 1969 de la Universidad Hebrea de Jerusalén.
Shelah es uno de los más prolíficos matemáticos contemporáneos. A partir de 2006, había (junto con más de 200 coautores), publicado cerca de 900 documentos matemáticos. Entre sus resultados más importantes son los siguientes:
- En teoría de modelos, la introducción y el desarrollo de su teoría de clasificación, lo que le llevó a una solución del problema de Morley
- En teoría de conjuntos,
  - la invención de la noción de proper forcing, un instrumento importante para obligar a itera argumentos
  - la teoría PCF, lo que demuestra que a pesar de la undecibilidad de las cuestiones más elementales de aritmética cardinales (como la hipótesis del continuo), hay muchos teoremas ZFC no trivial sobre la exponenciación cardinal, después de todo.

## Premios
- 1977, Premio Erdos
- 1983, Premio Karp
- 1998, Premio Israel.
- 2000, Premio Bolyai.
- 2001, Premio Wolf
- 2013, Premio Leroy Steele